# Liste der Monuments historiques in Pierrefitte (Vosges)
Die Liste der Monuments historiques in Pierrefitte führt die Monuments historiques in der französischen Gemeinde Pierrefitte auf.

## Liste der Objekte
| Bezeichnung             | Beschreibung                                         | Standort                           | Kennzeichnung | Schutzstatus | Datum | Bild |
| ----------------------- | ---------------------------------------------------- | ---------------------------------- | ------------- | ------------ | ----- | ---- |
| Fünf Heiligenskulpturen | Stein, farbig gefasst, eine Skulptur bezeichnet 1607 | in der Kirche Ste-Madeleine (Lage) | PM88000658    | Classé       | 1966  |      |